# Laurel und Hardy: Als Matrosen
Men O’ War  (deutsche Filmtitel: Als Matrosen / Dick und Doof als Matrosen / Dick und Doof, die Vollmatrosen / Kriegsschiffe / Blaue Jungs in Schwierigkeiten) ist eine US-amerikanische Kurzfilm-Komödie des Komikerduos Laurel und Hardy. Der Film entstand im Jahr 1929 unter Regie von Lewis R. Foster.

## Handlung
Stan und Ollie sind Matrosen auf Landgang, die sich im idyllischen Park einen schönen Tag machen wollen. Sie finden zufällig Unterwäsche und nehmen an, sie gehöre zu einem der beiden attraktiven Flapper-Mädchen, denen sie kurz darauf begegnen. Tatsächlich haben die Frauen etwas verloren, allerdings ein Paar Handschuhe. Nach einem doppeldeutigen Dialog zwischen Ollie und den Mädchen klärt sich die Situation auf, da ein Polizist das Paar Handschuhe findet. Als Entschuldigung lädt Ollie die beiden Frauen auf ein Getränk ein. Allerdings muss Ollie feststellen, dass ihr Geld nur für drei Getränke reicht – einer der beiden muss also leer ausgehen. Ollie beschließt, das dritte Getränk mit Stan zu teilen, der ihm allerdings prompt das ganze Getränk wegtrinkt. Zum Ärgernis der beiden ist der Getränkepreis höher als anfangs gedacht, der Barmann verlangt inzwischen entnervt sein Geld. Da er nichts zu verlieren hat, wirft Stan eine seiner letzten Münzen in den Spielautomaten der Bar und knackt den Jackpot.
Mit dem hinzugewonnenen Geld mieten sich Stan und Ollie bei dem Barmann ein Boot, um mit den beiden Flapper-Mädchen eine Fahrt über den See zu machen. Die Matrosen Stan und Ollie lenken das Boot denkbar ungeschickt und kollidieren bald mit anderen Booten. Es kommt zu einem Kampf zwischen den Ruderbooten, bei dem alle anderen Boote außer dem der Hauptschuldigen Stan und Ollie untergehen. Unterdessen ruft der wütende Barmann einen Polizisten zur Hilfe, doch auch der landet im Wasser. Alle ins Wasser gefallenen Leute retten sich auf das Boot von Stan und Ollie, welches daraufhin auch untergeht.

## Hintergrund
Men O’ War war erst der dritte Tonfilm des Komikerduos Laurel und Hardy. Er wurde im Mai 1929 gedreht und erschien am 29. Juni 1929 in den amerikanischen Kinos. Als Drehort für die meisten Szenen diente der Hollenbeck Park in Los Angeles, nur die Sequenz in der Bar entstand in den Hal Roach Studios. Der Hollenbeck Park existiert noch heute, allerdings ist beispielsweise die damals vorhandene Brücke nicht mehr existent.

## Deutsche Fassungen
- Die erste deutsche Synchronisation entstand 1953 bei der Internationalen Film-Union. Walter Bluhm sprach Stan und Ollie wurde von Hermann Pfeiffer übernommen. Das Dialogbuch schrieben Fritz Benscher und Manfred R. Köhler, welcher ebenfalls die Dialogregie führte.[2]
- 1960 entstand bei Beta-Technik eine zweite Fassung. Stan wurde erneut von Walter Bluhm gesprochen und Arno Paulsen sprach Ollie. Das Buch schrieb Wolfgang Schick und Regie führte wieder Manfred R. Köhler. Diese Fassung ist auf DVD erhältlich.[3]